# Santiago Miltepec
Santiago Miltepec è un comune del Messico, situato nello stato di Oaxaca.